# کی هوک
کی هوک (انگلیسی: Kay Hawke؛ زادهٔ ۲۸ مارس ۱۹۸۳) بازیکن فوتبال اهل بریتانیا است.
از باشگاه‌هایی که در آن بازی کرده‌است می‌توان به اشاره کرد.
وی همچنین در تیم‌های ملی فوتبال England women's national under-23 football team و زنان انگلستان بازی کرده‌است.